# Comisión Colombiana del Océano
La Comisión Colombiana del Océano es un órgano intersectorial de asesoría, consulta, planificación y coordinación del Gobierno Nacional en materia de Política Nacional del Océano y de los Espacios Costeros y sus diferentes temas conexos, estratégicos, científicos, tecnológicos, económicos y ambientales relacionados con el desarrollo sostenible de los mares colombianos y sus recursos.. La presidencia de la Comisión está a cargo de la Vicepresidencia de la República de Colombia.

## Historia
La Comisión Colombiana del Océano fue creada en 1969 por el presidente Carlos Lleras Restrepo a través del decreto Decreto N°763.
Se modificó en 1981 bajo la presidencia de Julio César Turbay a través del Decreto N°413. En 1983 bajo la presidencia de Belisario Betancur también se modificó a través del Decreto N°415, y finalmente el 1.º de 1 de mars de 2000 de 1 de mars de 2000 bajo la presidencia de Andrés Pastrana Arango a través del Decreto N°347,.

## Funciones
- Proponer al Gobierno Nacional la Política Nacional del Océano y de los Espacios Costeros, para su Administración y Desarrollo Sostenible, efectuando la coordinación interinstitucional e intersectorial necesaria, siguiendo las directrices del Señor Presidente de la República.
- Recomendar al Gobierno Nacional el Plan de Acción para implementar la citada Política y adelantar su seguimiento, independientemente de la evaluación que realicen los órganos de control correspondientes.
- Servir de Foro de concertación e integración de las políticas sectoriales relacionadas con el uso, desarrollo y conservación de los espacios oceánicos y costeros, para consolidar la Política Nacional respectiva.
- Exhortar al Gobierno Nacional un Sistema para el Manejo Integral de los Espacios Oceánicos y Costeros. Servir de Punto Focal Nacional Técnico ante los organismos internacionales, cuya misión sea la de propender y fomentar el desarrollo sostenible, el uso, conservación y estudio de los Espacios Oceánicos y Costeros, en coordinación con el Ministerio de Relaciones Exteriores y el Ministerio del Medio Ambiente.
- Asesorar al Gobierno Nacional en la adopción y en el diseño y establecimiento de mecanismos de cooperación internacional relacionados con el uso, administración, estudio y conservación de los espacios oceánicos y costeros y de sus recursos y en la conformación y orientación técnica de las delegaciones oficiales que asisten a foros internacionales que tratan dichos asuntos.
- Asesorar al Consejo Nacional de Ciencia y Tecnología en lo concerniente a la definición de Políticas para establecer prioridades de investigación y desarrollo tecnológico en los diferentes ámbitos relacionados con los objetivos de la Política Nacional del Océano y los Espacios Costeros.
- Diseñar e implementar estrategias para articular las políticas sectoriales del uso y aprovechamiento de los espacios oceánicos y costeros y sus recursos, con la política ambiental, en coordinación con el Ministerio del Medio Ambiente. Establecer, difundir y mantener a través de su Secretaría Ejecutiva, un sistema nacional de información oceánica y costera, necesario para la aplicación y evaluación de la citada Política.